# 46643 Янасе
46643 Янасе (46643 Yanase) — астероїд головного поясу, відкритий 23 травня 1995 року.
Тіссеранів параметр щодо Юпітера — 3,231.
Названо на честь Янасе (яп. やなせ).